# Polyrhaphis papulosa
Polyrhaphis papulosa es una especie de escarabajo longicornio del género Polyrhaphis, tribu Polyrhaphidini, subfamilia Lamiinae. Fue descrita científicamente por Olivier en 1795.

## Descripción
Mide 18-32 milímetros de longitud.

## Distribución
Se distribuye por Brasil, Colombia, Guyana, Guayana Francesa, Uganda, Perú, Surinam y Venezuela.